# Ляхова Ольга Олександрівна
О́льга Олекса́ндрівна Ля́хова (нар.18 березня 1992, Рубіжне, Луганська область) — українська легкоатлетка, бігунка на середні дистанції, учасниця Олімпійських ігор 2016 року.

## Життєпис
Народилась у спортивній сім'ї: мати — ексчемпіонка України з бігу на 800 метрів, батько — тренер з боксу. У легку атлетику Ольга Ляхова прийшла в 11 років до ДЮСШ «Авангард», Кременчук. До цього вона займалася художньою гімнастикою. Першими успіхами відзначилась у стрибках у довжину, здобувши декілька перемог на змаганнях обласного рівня. Надалі деякий час приділяла увагу спринту, але згодом змінила спеціалізацію на біг на середні дистанції, переважно 800 метрів.

## Основні досягнення
| Рік  | Чемпіонат                     | Місце проведення         | Дисципліна           | Місце   | Результат |
| ---- | ----------------------------- | ------------------------ | -------------------- | ------- | --------- |
| 2013 | Чемпіонат світу               | Москва, Росія            | 800 м                | 19      | 2:00.98   |
| 2013 | Чемпіонат світу               | Москва, Росія            | 4х400 м              | 5       | 3:27.38   |
| 2014 | Чемпіонат світу в приміщенні  | Сопот, Польща            | 800 м                | 8       | 2:02.71   |
| 2014 | Чемпіонат Європи              | Цюрих, Швейцарія         | 4х400 м              | 2       | 3:24.32   |
| 2015 | Чемпіонат світу               | Пекін, Китай             | 800 м                | 11 (пф) | 1:58.94   |
| 2015 | Чемпіонат світу               | Пекін, Китай             | 4х400 м              | 6       | 3:25.94   |
| 2016 | Олімпійські ігри              | Ріо-де-Жанейро, Бразилія | 800 м                | 49      | 2:03.02   |
| 2017 | Чемпіонат Європи в приміщенні | Белград, Сербія          | 800 м                | 17 (q)  | 2:06.33   |
| 2019 | Європейські ігри              | Мінськ, Білорусь         | Гонка переслідування | 1       |           |
| 2019 | Європейські ігри              | Мінськ, Білорусь         | Команда (DNA)        | Золото  |           |

У серпні 2017-го здобула золоту медаль на Універсіаді.

## Спортивна кар'єра

### 2017
Наприкінці червня у французькому Ліллі на командному Чемпіонаті Європи з легкої атлетки у складі збірної України виборола золото. Ольга фінішувала першою у бігу на 800 метрів. Спортсменка подолала дистанцію за 2:03,09 хв. Друге місце в італійки (2:03,56 хв), третє у представниці Іспанії (2:03,70 хв.).
Тріумф кременчужанки на Командному Чемпіонаті Європи не пройшов непоміченим. Ляхова стала кращою легкоатлеткою червня. Про це повідомила прес-служба ФЛАУ. Кожного місяця федерація проводить голосування серед членів Ради ФЛАУ, журналістів та вболівальників.
У китайському Тайбеї з 19 по 30 серпня відбулась Всесвітня Універсіада. Кременчужанка завоювала в турнірі срібло. Ольга фінішувала другою на дистанції 800 м серед жінок. Вона показала час 2:03,11 хв. Чемпіонкою тут стала Розе Марі Алманза Бланко з Куби (час — 2.02,21 хв). Кубинку Роз Марі Алму дискваліфікували через порушення правила 163.3b — порушення внутрішньої кордону. Кубинська команда оскаржила рішення залишити їх спортсменку без результату і, після того, як їхню апеляцію розглянули, кубинці віддали золоту медаль, а Ляхова посунулася на другий рядок:

### 2018
У Сумах на Чемпіонаті України з легкої атлетики серед дорослих та молоді, що відбувся на початку лютого, спортсменка стала кращою на дистанції 800 метрів. Ольга фінішувала з часом 2:03,48 хв та здобула золоту нагороду.
У польському місті Торунь відбувся міжнародний турнір з легкої атлетики серії IAAF World Indoor Tour. Одну з медалей завоювала кременчучанка, яка стала другою на дистанції 800 метрів. Ляхова фінішувала з часом 2:01,08 хв (її кращий результат у поточному сезоні). Виграла забіг польська спортсменка Ангеліка Ціхоцька (2:00, 76 хв).
18 лютого відбувся Відкритий Кубок Стамбула з легкої атлетики у приміщенні. На цьому турнірі Ольга змагалася в бігу на нетиповій для тебе дистанції 400 м, фінішувавши третьою з часом 53,85 секунд.

### 2019
1—3 березня на Чемпіонаті Європи з легкої атлетики, який відбувся в шотландському Глазго, Ольга у фіналі бігу на 800 метрів показала час 2:03,24 хвилини. Цього результату вистачило на третє місце та вона стала бронзовою призеркою чемпіонату Європи з легкої атлетики.
На ІІ Європейських іграх 2019 у Мінську, Білорусь, брала участь у новому виді програми — динамічна нова легка атлетика (DNA). У гонці переслідування разом з Яною Качур, Олексієм Поздняковим та Євгеном Гуцолом з результатом 4.25,02 виборола золото. За результатами фіналу динамічної нової легкої атлетики (DNA) здобула друге золото за турнір.

## Державні нагороди
- Орден княгині Ольги III ст. (15 липня 2019) — за досягнення високих спортивних результатів на ІІ Європейських іграх 2019 в Мінську (Республіка Білорусь), виявлені самовідданість та волю до перемоги, піднесення міжнародного авторитету України[14]